# DJ Lethal
DJ Lethal, pseudonimo di Leor DiMant (Riga, 18 dicembre 1972), è un disc jockey lettone naturalizzato statunitense, noto per essere il turntablist dei Limp Bizkit.
In passato era dj del gruppo hip hop House of Pain, di cui con i Bizkit reinterpretò "Jump Around", nel 1998. Attualmente è anche il produttore della crew La Coka Nostra, che comprende tra i suoi membri Everlast e Danny Boy, già compagni di band di Lethal.

## Biografia

### Gli inizi
Leor DiMant nacque a Riga, in Lettonia, allora parte dell'Unione Sovietica. Le prime esperienze con la musica le ebbe grazie a suo padre, Grisha DiMant (1951–2007), che insieme ad alcuni amici suonava la chitarra in un gruppo rock russo.
Nel 1979 emigrò clandestinamente in Italia con la famiglia, dove rimase per un anno. Grisha DiMant ottenne un visto, e lui e i suoi familiari poterono spostarsi tra Toronto, Los Angeles e New York. Alla fine scelse quest'ultima, dove suonò in alcuni club e ristoranti russi, specie a Brighton Beach.
Leor e famiglia vissero per un po' a Jersey City. Qui studiò alla yeshiva, ma ne fu cacciato per cattiva condotta. In seguito si spostò con i suoi a Los Angeles, dove il padre trovò lavoro in un ristorante russo. Leor si appassionò all'hip hop già a Jersey City, quando la sua scuola mise in piedi uno show per canzoni rap, una delle quali composta dal futuro Lethal. Dopo essersi trasferito a Los Angeles, cominciò subito ad interessarsi alla cultura hip hop. Dapprima si dilettava nel beatboxing, poi divenne DJ con l'aiuto di un amico, che gli aveva concesso di usare giradischi e mixer.

### Everlast e gli House of Pain

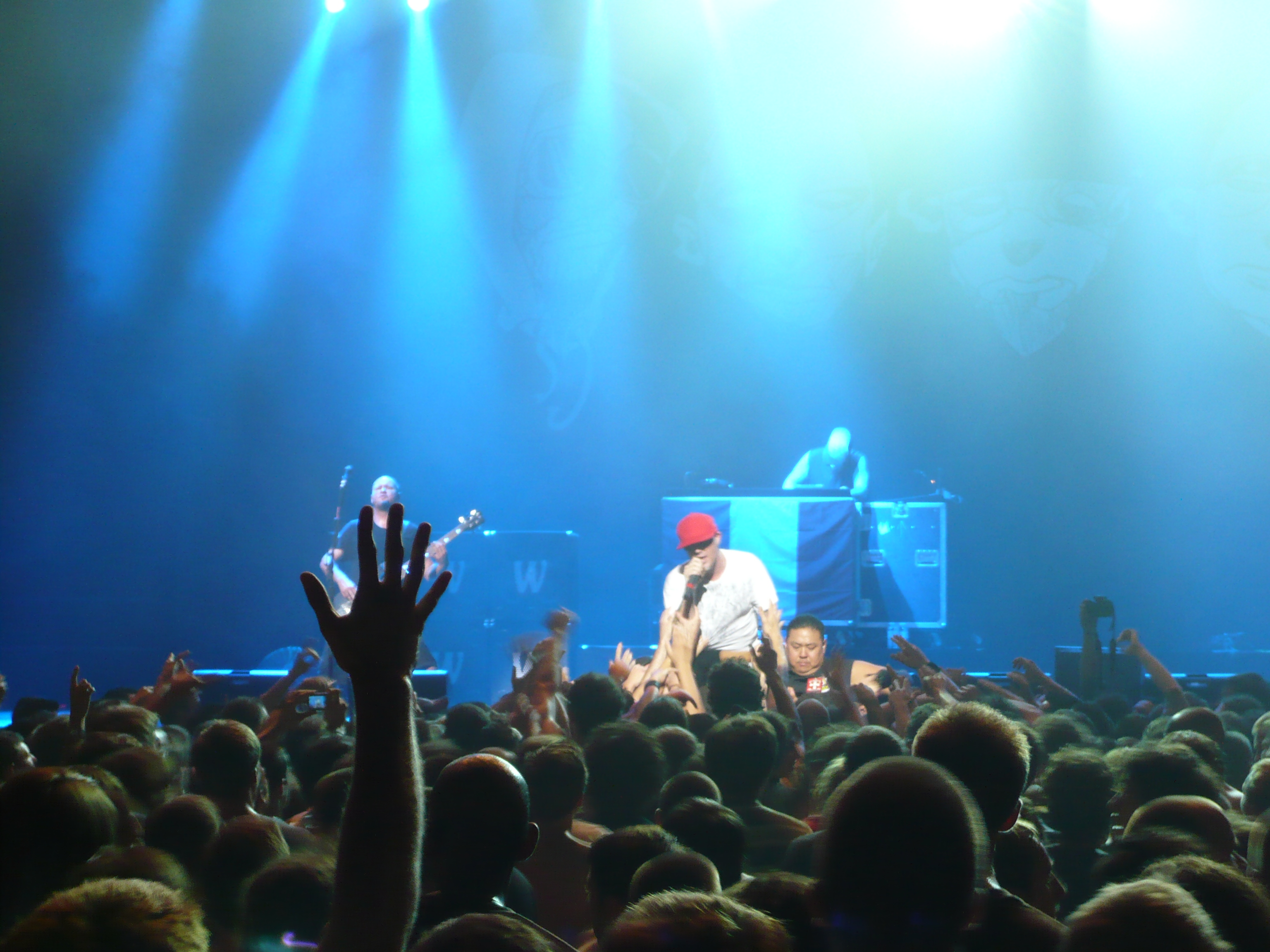
DJ Lethal (destra in alto) in concerto con i Limp Bizkit a Parigi nel 2009.

Alla fine degli anni ottanta, DiMant strinse amicizia con una giovane rapper, all'epoca legata sentimentalmente con Everlast. Quando questi era sul punto di andare in tour in Europa con Ice T e Rhyme Syndicate, disse di voler ascoltare DiMant al beatboxing, e così s'incontrarono. Everlast apprezzò il lavoro del DJ, e così lo chiamò in tour. DiMant, all'epoca sedicenne, accettò l'invito ed abbandonò gli studi, per diventare definitivamente DJ.
Nel 1990 Everlast pubblicò il suo primo album solista, in cui una traccia era scratchata da DiMant. In seguito il rapper e DiMant, da allora diventato DJ Lethal, decisero di fondare un gruppo: con il compagno di scuola di Everlast Danny Boy, formarono così gli House of Pain. Nel 1992 pubblicarono l'esordio omonimo, premiato con tre dischi di platino e trainato soprattutto dal singolo "Jump Around", prodotto da DJ Muggs, e da "Shamrocks and Shenanigans" di Lethal. Nel 1994 uscì un secondo album, e due anni dopo gli House of Pain si sciolsero per contrasti interni.

### Limp Bizkit

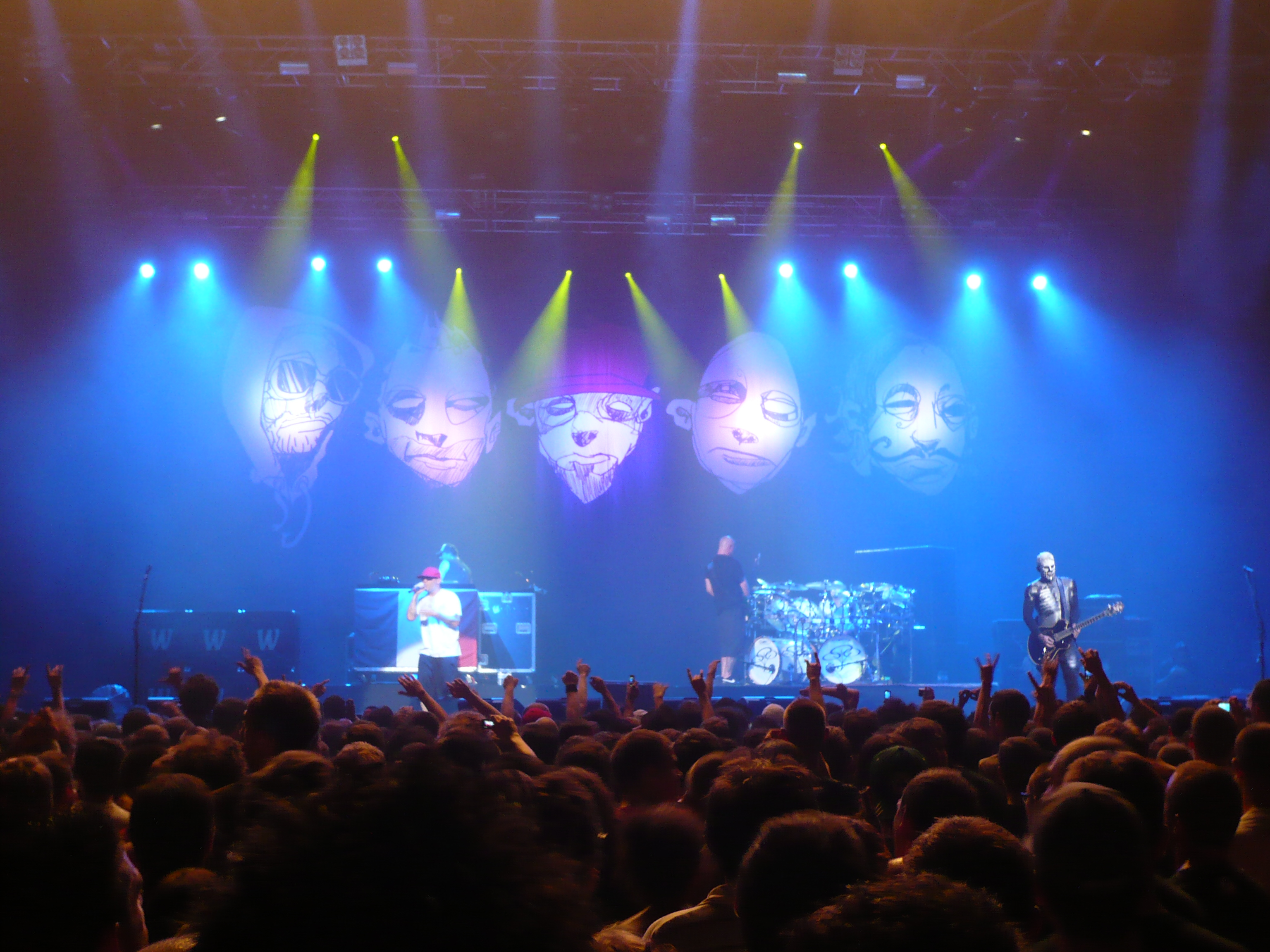
DJ Lethal (sinistra in alto) in concerto con i Limp Bizkit a Parigi nel 2009.

Nel loro tour finale, Everlast e soci chiesero ai Limp Bizkit, allora gruppo emergente di Jacksonville, di aprirgli un concerto. Dopo lo scioglimento degli House of Pain, DJ Lethal si unì ai Limp Bizkit e cominciò ad incidere per loro. Ha abbandonato i Limp Bizkit nel maggio 2012, ma farà ritorno nel gruppo nell'ottobre dello stesso anno, per poi uscire definitivamente dal gruppo l'anno seguente. Il 17 marzo 2018 torna suonare con i Limp Bizkit al Storm The Gates Festival, affermando di essere rientrato ufficialmente nel gruppo.

### Collaborazioni
DJ Lethal registra in gran parte ad Hollywood, e ha prodotto canzoni per artisti come will.i.am, Ol' Dirty Bastard, Chester Bennington, Kurupt, B-Real, Redman, Tha Alkaholiks, Rock degli Heltah Skeltah, Pharoahe Monch, Chino XL, Diamond D, Dilated Peoples, Method Man, Streetlife, Talib Kweli, Bun B, e con il gruppo La Coka Nostra.

## Discografia parziale
- Everlast - Forever Everlasting (1989)
- Funkdoobiest - Which Doobie U B? (1993)
- Sugar Ray - Lemonade and Brownies (1995)
- Funkdoobiest - Brothas Doobie (1995)
- Sepultura - Roots (1996)
- Tura Satana (aka Manhole) - All Is Not Well (1998)
- Soulfly - Soulfly (1998)
- Coal Chamber - Chamber Music (1999)
- Powerman 5000 - Tonight The Stars Revolt! (1999)
- Videodrone - Videodrone (1999)
- Rob Zombie - American Made Music to Strip By (1999)
- Rob Zombie - The Sinister Urge (2001)
- Run DMC - Crown Royal (2001)
- Kurupt - Space Boogie: Smoke Oddessey (2001)
- Shihad - Pacifier (2002)
- Slaine - The White Man is the Devil Vol 1 (2005)
- Evanescence - The Open Door (2006)
- Dead Celebrity Status - Blood Music (2006)
- DMC - Checks Thugs and Rock N Roll (2006)
- Main Flow - The Flowfessionals (2006)
- Jamie Kennedy & Stu Stone - Blowin' Up (Theme music) (2006)
- Ill Bill - Ill Bill is the Future Vol. II: I'm a Goon! (2006)
- Ill Bill - The Hour of Reprisal (2008)
- Street Drum Corps - Street Drum Corps (album) (2006)